# Coupe d'Argentine féminine de football
La Coupe d'Argentine féminine de football (Copa Federal de Fútbol Femenino) est un tournoi officiel organisé par la Fédération argentine de football. Il se joue selon le système d'élimination directe et comprend 16 équipes de la Primera División A et des ligues inférieures. 

## Histoire
En 2015 a lieu une compétition similaire qui réunit toutes les équipes de la première division et certains clubs de la nouvelle deuxième division, elle sera nommée Supercoupe féminine d'Argentine (Supercopa Femenina de Argentina). Cette première édition est remportée par le Boca Juniors.
L'expérience ne sera pas renouvelée, en 2019 quand le football féminin se professionnalise, la fédération projette de remettre en place un tournoi similaire à la Coupe d'Argentine de football masculin, pour développer le football féminin à l'intérieur du pays.
En février 2020, il est annoncé que ce tournoi s'appellerait Copa Federal de Fútbol Femenino (Coupe fédérale de football féminin) et que 32 équipes y participeraient, dont 16 proviendraient des trois premières divisions (huit de Primera A, six de Primera B et deux de Primera C) et les 16 restants seraient des clubs déterminés par un classement par les Ligues Intérieures (2 équipes pour chacune des huit juridictions du Conseil Fédéral).

## Format
Le tournoi comporte deux phases préliminaires et une phase nationale :
- Une phase préliminaire régionale organisée par le Conseil Fédéral qui qualifie 8 équipes des Ligues Intérieures à la phase finale.
- Une phase préliminaire métropolitaine organisée par l'AFA. Les 8 meilleures équipes de la Première Division y participent.
- Dans la phase nationale, les 16 équipes qualifiées se rencontrent selon le format d'élimination directe des huitièmes de finale jusqu'à la finale.

## Finales
| Edition | Vainqueur         | Résultat  | Finaliste      |
| ------- | ----------------- | --------- | -------------- |
| 2021    | UAI Urquiza       | 2-1       | Boca Juniors   |
| 2022    | River Plate       | 2-0       | CA Belgrano    |
| 2023    | Boca Juniors      | 2-1       | CA San Lorenzo |
| 2024    | Newell's Old Boys | 0-0 (4-3) | Boca Juniors   |

## Palmarès
1 titre : UAI Urquiza, River Plate, Boca Juniors, Newell's Old Boys